# 龚贤
龚贤（1618年—1689年），又名岂贤，字半千，又字野遗、岂贤等，号半亩，又号柴丈人，江苏昆山人，明朝末年、清朝初年书画家，金陵八家之首。

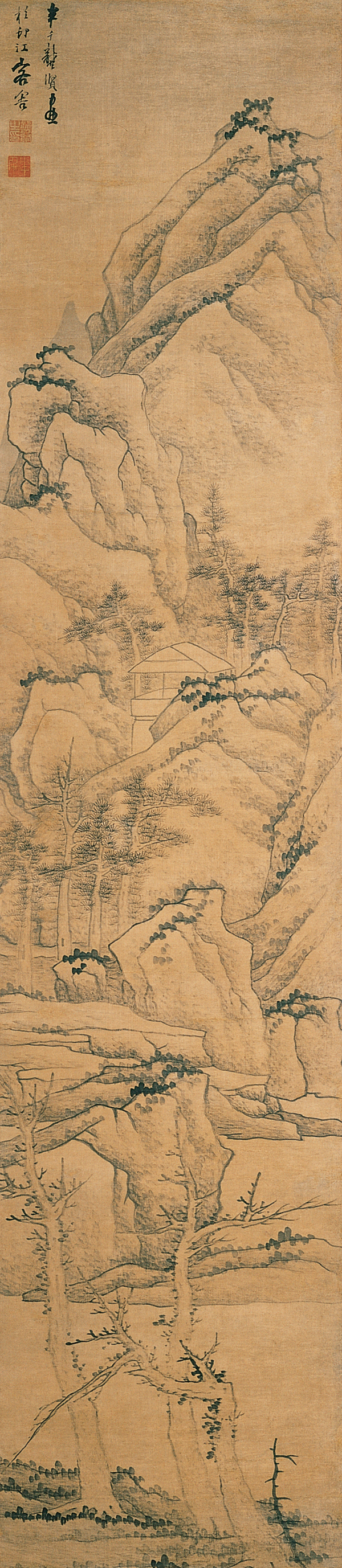
龚贤画作

## 生平
龚贤早年迁居南京，曾参加复社活动，南京被清朝军队占领后在江南等地流浪20年。50岁以后回到南京，隐居清凉山，筑半亩园，建扫叶楼。

## 艺术成就
其书法师承米芾，自成一体。著有《香草堂集》。其画以山水画为主，远宗董源、近宗沈周，能自辟蹊径；善用墨，层层渍染，浓郁苍润，而稍缺乏秀韵；著有《画诀》、《柴丈人画稿》、《半亩园诗》等。

## 延伸阅读
[在维基数据编辑]
 《清史稿·卷504》，出自趙爾巽《清史稿》
 《清史稿·卷504》
 在维基共享资源阅览影像

## 外部連結
- 龔賢的作品在美國紐約大都會藝術博物館。（页面存档备份，存于）
- 蔡星仪：〈龔賢研究的幾個問題（页面存档备份，存于）〉。